# Грунер, Ханс
Ханс Грунер (нем. Hans Gruner; 10 октября 1916 — неизвестно) — швейцарский хоккеист на траве, нападающий. Участник летних Олимпийских игр 1936, 1948 и 1952 годов.

## Биография
Ханс Грунер родился 10 октября 1916 года.
С середины 1930-х годов играл в хоккей на траве за «Цюрих», в 1944 году перебрался в цюрихский «Ред Сокс».
В 1936 году вошёл в состав сборной Швейцарии по хоккею на траве на летних Олимпийских играх в Берлине, поделившей 7-9-е места. Играл на позиции нападающего, провёл 1 матч, мячей не забивал.
В 1948 году вошёл в состав сборной Швейцарии по хоккею на траве на летних Олимпийских играх в Лондоне, поделившей 5-6-е места. Играл на позиции нападающего, провёл 3 матча, забил 2 мяча в ворота сборной США.
В 1952 году вошёл в состав сборной Швейцарии по хоккею на траве на летних Олимпийских играх в Хельсинки, поделившей 7-8-е места. Играл на позиции нападающего, провёл 1 матч, мячей (по имеющимся данным) не забивал.
Грунер и его товарищ по команде «Ред Сокс» Фридолин Курман — единственные швейцарские хоккеисты на траве, участвовавшие в трёх летних Олимпийских играх.
Работал менеджером компании.
Дата смерти неизвестна.